# 帕拉代斯瓦利 (內華達州)
帕拉代斯瓦利（英語：Paradise Valley）是位於美國內華達州洪堡縣的普查規定居民點。

## 歷史
帕拉代斯瓦利的郵局自1871年營運至今。

## 人口
根據2020年美國人口普查的數據，帕拉代斯瓦利的面積為8.88平方千米，當中陸地面積為8.87平方千米，而水域面積為0.01平方千米。當地共有人口71人，而人口密度為每平方千米8人。